# Bzip2

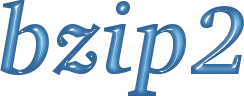
یکی از لوگو های bzip2 با سبک سه بعدی و رنگ آبی

Bzip2 یکی از فرمت‌های متن باز فشرده‌سازی بدون اتلاف است که به عنوان جایگزینی برای gzip و zip مطرح شد.
فایلهای فشرده Bzip۲ از فایل‌های gzip و zip بازده بیشتری دارند اما کندتر است. برخلاف فرمت‌های دیگر از جمله RAR , Zip و ۷zip فقط یک فشرده‌کننده‌است نه یک آرشیوکننده.
این فرمت هیچ گونه امکاناتی برای رمزنگاری، قسمت قسمت شدن و دیگر امکانات برای آرشیوها را دارا نیست و در این مورد از سنت یونیکس پیروری می‌کند که برای بر طرف کردن هر یک از این نیازها ابزارهای دیگری چون tar و گنو پرایوسی گارد استفاده می‌شود.
بیشتر قدرت Bzip۲ در فشرده کردن از دو الگوریتم LZMA و PPM است.
Bzip۲ به کندی معروف است به همین خاطر وقتی زمان عامل مهمی به حساب می‌آید از جایگزین‌های دیگری چون gzip و RAR استفاده می‌شود. این مشکل نامتقارن است به این معنی که زمان لازم برای باز کردن فایل فشرده نسبتاً کوتاه است اما زمان فشرده کردن به این صورت نیست.
الگوریتم Burrows-Wheeler Transform قلب bzip۲ تشکلیل می‌دهد؛ که دارای بافرهای ورودی و خروجی است.